# 矢ケ崎川
矢ケ崎川（やがさきがわ）は、長野県北佐久郡軽井沢町を流れる川で、信濃川水系の一級河川。

## 地理
軽井沢町東部の旧軽井沢地区に源を発し、ショー記念礼拝堂の脇から旧軽井沢メインストリートの東を通り、軽井沢プリンスホテルと軽井沢・プリンスショッピングプラザの間を流れ、精進場川などからの河川を合わせ、群馬県道・長野県道43号下仁田軽井沢線沿いに南へ流れ、軽井沢バイパスを超えた軽井沢町長倉字長沢で泥川に合流する。

## 行政指定
指定内容は、以下のとおり。
- 河川指定:一級河川（1965年指定）
- 流端
  - 上流端:長野県北佐久郡軽井沢町大字軽井沢字川越石1351番の1地先
  - 下流端:泥川への合流点
- 水系指定:一級水系信濃川水系（1965年指定）